# Agapanthia incerta
Agapanthia incerta là một loài bọ cánh cứng trong họ Cerambycidae.